# 箕浦站

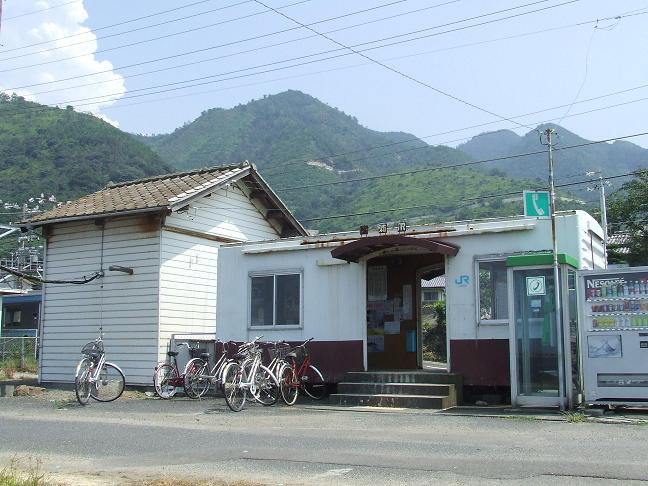
未翻新前的箕浦站站舍，攝於2007年8月。

箕浦站（日语：／ Minoura eki */?）是一位於日本香川縣觀音寺市，隸屬於四國旅客鐵道（JR四國）的鐵路車站，車站編號為Y21。本站是JR四國於香川縣內最西及最南的車站，只停靠普通列車。
通過本站後，予讚線列車將首次穿越隧道（鳥越隧道），並進入愛媛縣範圍。鳥越隧道是一條只有121米長的隧道，但由於直徑較一般隧道為矮和窄，只有特定型號的列車才能通過，就算是JR四國本身的5000系「Marine Liner」列車也不能駛進。

## 車站結構
開站時設有木製單層站舍一座，但因附近店舖火災而遭波及燒毀，現時改以舊貨車車廂作站舍，與同線內的堀江站相同，2009年一併進行翻新及重新為外牆塗漆，並設有自動售票機。左邊為單層木層小屋，用作儲物之用；右側為獨立洗手間。
設有島式月台1座，能提供1面2線的配置，有效長度為6輛。但站內構造亦可讓8輛長的特急列車作交換停車之用。其中2號月台為本線，是特急列車及貨車的通過線道；1號月台為側線。如非需要避車，一般的普通列車皆使用2號月台上落。
而在1號月台旁邊則為附設有側軌的車庫，可用作停泊保線用的機車。

### 月台配置
| 月台 | 路線    | 方向 | 目的地           |
| ---- | ------- | ---- | ---------------- |
| 1、2 | ■予讚線 | 上行 | 多度津、高松方向 |
| 1、2 | ■予讚線 | 下行 | 新居濱、松山方向 |

## 歷史
- 1916年4月1日：開業。
- 1983年5月至1984年期間：第一代站舍因火災燒毀，改以貨車車廂改裝為簡易車站模式。
- 1987年4月1日：日本國鐵分割民營化，車站經營權由JR四國繼承。

## 利用狀況
| 乗車人員推算 | 乗車人員推算 |
| 年度         | 1日平均人數  |
| ------------ | ------------ |
| 2008         | 22           |
| 2009         | 23           |
| 2010         | 23           |
| 2011         | 25           |
| 2012         |              |
| 2013         |              |
| 2014         | 18           |
| 2015         | 18           |

## 相鄰車站
四國旅客鐵道
■予讚線
■快速「Sunport」、■普通
豐濱（Y20）－箕浦（Y21）－川之江（Y22）

## 外部連結
- JR四國箕浦站官方發車時間表。 （页面存档备份，存于）